# کریم‌جان دورماز
کریم‌جان دورماز (انگلیسی: Kerimcan Durmaz؛ زادهٔ ۲ نوامبر ۱۹۹۴) موسیقی‌دان اهل ترکیه است. وی از سال ۲۰۱۵ میلادی تاکنون مشغول فعالیت بوده‌است.